# Naso tergus
Naso tergus là một loài cá biển thuộc chi Naso trong họ Cá đuôi gai. Loài cá này được mô tả lần đầu tiên vào năm 2011.

## Từ nguyên
Từ định danh của loài cá này, tergus, trong tiếng Latinh có nghĩa là "ẩn giấu", bởi vì ngoại hình của N. tergus khá tương đồng với những cá thể gần trưởng thành của nhiều loài Naso khác, nên chúng được biết đến trễ hơn so với đồng loại.

## Phạm vi phân bố và môi trường sống
N. tergus có phạm vi phân bố rải rác ở Thái Bình Dương. Loài cá này đã được phát hiện lần đầu tiên ở ngoài khơi đảo Đài Loan, thông qua 13 mẫu vật được mô tả vào năm 2011. Năm 2013, một mẫu vật của N. tergus được ghi nhận ở ngoài khơi đảo Nakanoshima (thuộc quần đảo Tokara, một phần của quần đảo Ryukyu) ở miền nam Nhật Bản. Cũng cùng năm đó, một mẫu vật khác của loài cá này đã được ghi nhận thêm tại vùng biển ngoài khơi thành phố Iloilo (nằm trên đảo Panay) của Philippines.
N. tergus được đánh bắt bằng lưới rê rà đáy và móc câu ở độ sâu khoảng từ 70 đến 80 m (tại Đài Loan).

## Mô tả
Chiều dài cơ thể tối đa được ghi nhận ở N. tergus là 36 cm, thuộc về cá thể được tìm thấy ở Nhật Bản. Màu sắc của N. tergus (dựa theo màu sắc của mẫu vật ở Philippines) khi còn tươi: Cơ thể hình bầu dục thuôn dài, có màu nâu; phần bụng nhạt màu hơn. Môi có màu xám nhạt. Mắt có màu nâu vàng sẫm; mống mắt đen. Lưỡi và mang có màu kem trắng. Tia vây lưng có cùng màu với thân; màng vây màu xám nhạt, hơi sẫm nâu; lốm đốm nâu nhạt. Vây hậu môn tương tự như vây lưng nhưng hơi nhạt hơn. Vây ngực trong mờ. Gai vây bụng tiệp màu với phần bụng; màng vây màu trắng xám. Vây đuôi màu nâu vàng nhạt đồng nhất.
N. tergus không có sừng hay bướu ở trước trán, nhưng cũng có 2 phiến xương nhọn chĩa ra ở mỗi bên cuống đuôi như những loài Naso khác, tạo thành ngạnh sắc. Các ngạnh này có màu nâu đỏ nhạt.
Số gai ở vây lưng: 6; Số tia vây ở vây lưng: 26 - 30; Số gai ở vây hậu môn: 2; Số tia vây ở vây hậu môn: 26 - 28; Số tia vây ở vây ngực: 16; Số gai ở vây bụng: 1; Số tia vây ở vây bụng: 3.

## Sinh thái
Người ta tìm thấy các loài giáp xác và thân mềm hai mảnh vỏ trong dạ dày của N. tergus. Điều này cho thấy, thức ăn của chúng là các sinh vật sống ở đáy biển.

### Trích dẫn
- H. C. Ho; K. N. Shen; C. W. Chang (2011). “A new species of the unicornfish genus Naso (Teleostei: Acanthuridae) from Taiwan, with comments on its phylogenetic relationship” (PDF). The Raffles Bulletin of Zoology. 59 (2): 205–211.
- M. Matsunuma; H. Motomura (2013). “First Japanese record of Naso tergus (Perciformes: Acanthuridae) from the Tokara Islands, southern Japan” (PDF). Japanese Journal of Ichthyology (bằng tiếng Nhật). 60 (2): 103–110.
- M. Matsunuma; S. Tashiro; U. B. Alama; H. Motomura (2013). “First record of a unicornfsh, Naso tergus (Perciformes: Acanthuridae), from the Philippines” (PDF). Mem. Fac. Fish. Kagoshima Univ. 62: 7–10.